# Petrus Pontanus
Petrus Pontanus of De Ponte of Van der Brugge (Brugge, 1480 – Parijs, na 1539) was een neolatijns dichter, grammaticus, humanist en leraar.

## Levensloop
Pontanus werd door een ongeval blind toen hij drie jaar was. Vandaar dat hij ook bekendstaat als 'de Blinde van Brugge' of 'Coecus Brugensis'. Hij publiceerde zelf enkele gegevens over zijn bestaan. Als blinde jongen vond hij enkele menslievende mensen die hem onderricht gaven. Weldra was hij voldoende geleerd om zelf lessen te geven in de klassieke talen. 
Als lesgever kwam hij in Saint-Omer terecht en vandaar trok hij naar Parijs. Daar begon hij in 1505 aan een lange loopbaan van lesgeven in de klassieke talen in openbare scholen. Zijn handicap belette hem evenmin te trouwen. Er kwamen talrijke kinderen in het gezin, waaronder een zoon Felix, aan wie hij twee van zijn werken opdroeg.
Naast het lesgeven, zes uren per dag, publiceerde Pontanus een dertigtal werken: latijnse verzen, godvruchtige lectuur, klassiek werk. De verzen waren van eerder geringe waarde en kregen vooral belangstelling omdat ze door een blinde man geschreven waren. Zijn pedagogische werken over grammatica, prosodie en latijnse metriek waren merkwaardig en staken uit boven wat in zijn tijd over die onderwerpen gepubliceerd werd. Hij formuleerde klaar en beknopt, zowel in proza als in verzen. De regels die hij gaf in zijn schoolboeken waren goed uitgewerkt en uitgelegd en waren gestaafd door een overvloed aan voorbeelden die hij uit de klassieke auteurs haalde of ook uit de kerkvaders en andere christelijke auteurs. Dit laatste werd niet door iedereen geapprecieerd. Johannes Despauterius bijvoorbeeld, een concurrent in het publiceren over grammatica, viel hem hierover hevig aan, maar hij antwoordde met eenzelfde scherpe pen. Hij werd anderzijds aangemoedigd door de Gentse schoolmeester Houckaert en door de Parijse drukker Josse Badius. Hij mocht er zich alvast in verheugen dat zijn leerboeken succes hadden en veel herdrukken kenden.
Hij werd er niet rijk door en leefde maar moeizaam. Hij probeerde weldoeners te vinden door vleiende opdrachten in zijn boeken te schrijven, maar dit hielp niet. Hij trof alleen onverschilligheid en ondankbaarheid aan. Hij bleef zich optrekken aan zijn geloof in het eeuwig leven en schreef op al zijn werken zijn lijfspreuk: 'In te Jesu spes mea recumbit'.

## Publicaties
- Sanctorum Bertini et Aldomari vita.
- De obitu pietissimi comitis Philippi (over Filips de Schone, overleden in 1506)
- De sunamitis querimonia, Parijs, 1507.
- De abitu et reditu pacis carmen, Parijs, J. Badius, z. d.
- Pro impetranda pace oratio, gedicht, Parijs, z. d.
- Incomparanda Genoveseum quam tutellarem totius gallie dominam inficiari nemo potest, gedicht, Parijs, 1512.
- Lucani Pharsalia cum adnotatione, Parijs, 1512.
- Decem Aegloge hecatostiche ad ill. Carolum Flandriae comitem, Parijs, [1513].
- Prima grammaticae artis isagoge, Parijs, 1514.
- Grammaticae artis prima pars, Parijs, [1514].
- Grammaticae artis secunda pars, Parijs, 1515.
- Felix proesagitio de invictissimo gallorum duo Francisco duct. Angolimensi, Parijs, [voor 1515]
- Carmen extemporaneum de consecratione...Francorum régis Francisci primi, Parijs, [1515]
- Duplex grammaticae artis isagoge, Parijs, 1516.
- Apologia in eos qui pleraque divini sacrificii vocabula et sensa perperam usurpant, Paris, 1516
- Ars versificatoria simul et accentuaria, Parijs, 1520.
- Liber figurarum, Parijs, 1521.
- Invectivum carmen adversus discipulos et magistros, Parijs, z. d.
- De certatione bacchi et tethios, z. p., z. d.
- Salutifera confessionis eruditio, Parijs, z.d.
- Paremiarum gallico et latino sermone contextarum, Parijs, z. d.